# 홍성기
홍성기(洪性麒, 1924년 11월 11일 ~ 2001년 2월 3일)는 대한민국의 영화 감독이다.

## 생애
충청북도 중원군 충주읍(忠淸北道 中原君 忠州邑)에서 출생하였다. 최인규 감독 문하에서 신상옥, 정창화 등과 영화수업을 닦은 후 1948년 《여성일기》로 정식 데뷔하였다. 1954년 《출격명령》, 1956년 《열애》, 1958년 《별아 내 가슴에》, 《산 넘어 바다 건너》, 1959년 《비극은 없다》, 1961년 《춘향전》 등의 작품이 있다. 주로 멜로드라마를 많이 다루었고, 특히 감각적인 여성묘사에 능했다. 1960년 김지미(金芝美)와 결혼했으나 1962년 이혼했다. 이후 김영진과 재혼했다.

## 학력
- 만주국 랴오닝 성 안둥 중학교 졸업
- 만주국 신징 건국대학 정치경제학과 중퇴
- 만주국 국립영화학원 연출학과 학사

## 가족 관계
- 아버지 : 홍한표
- 어머니 : 이기련
- 배우자 : 김지미 (1940년 7월 15일 ~ ) - 1958년 결혼, 1962년 이혼
  - 딸    : 홍경림 (1960년 ~ )
  - 아들  : 홍영숙
- 배우자 : 김영진